# فرانك بي. بريغز
فرانك بي. بريغز هو شخصية أعمال وسياسي أمريكي، ولد في 25 فبراير 1894 في أرمسترونغ في الولايات المتحدة، وتوفي في 23 سبتمبر 1992 في ميكون في الولايات المتحدة. نشط حزبياً في الحزب الديمقراطي. وقد انتخب عضو مجلس الشيوخ الأمريكي ‏ عن دائرة Missouri Class 1 senate seat ‏ وقد انضم خلال فترته النيابية ‏ (18 يناير 1945 – 3 يناير 1947) للكتلة البرلمانية الحزب الديمقراطي وانتخب عضو مجلس ولاية ميزوري ‏.